# Puertos púnicos de Cartago

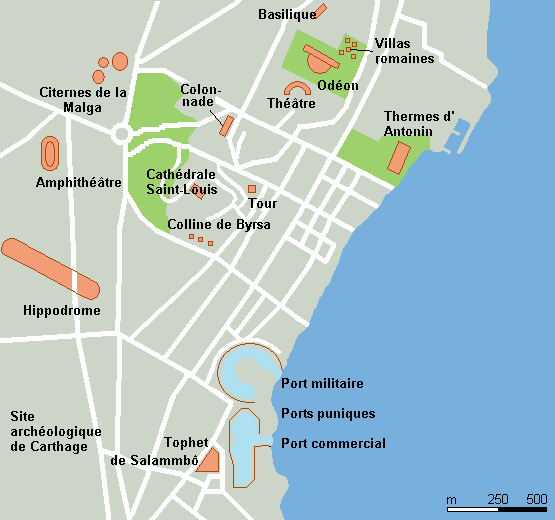
Localización de los puertos púnicos.

El término puertos púnicos de Cartago sirve para designar a los antiguos puertos de la ciudad de Cartago que estuvieron en funcionamiento durante la Antigüedad.
Cartago era ante todo una potencia que se podría denominar Imperio de los mares, es decir, una talasocracia, cuyo poder se basaba principalmente en la magnitud de su comercio. Los cartagineses no eran los únicos que seguían esta política de dominio de los mares, ya que varios de los pueblos de la Antigüedad «vivieron por y para el mar».
Producto de una colonización oriental, Cartago o Qart Hadasht (Ciudad Nueva) tiene su origen en la hija del rey de la ciudad de Tiro, Dido. Esta princesa tiria fue la fundadora y la primera reina de la ciudad en el 814 a. C. (fecha convencionalmente más admitida) tal y como relata su leyenda recogida en la Eneida.
Cartago no fue la primera colonia fenicia en la costa norteafricana, puesto que Útica había sido fundada aproximadamente en 1100 a. C. Más allá de su origen, la ciudad dominó ampliamente toda la cuenca occidental del mar Mediterráneo, desarrolló su hinterland africano, que llegó a su fin cuando tuvo que enfrentarse a un poder entonces emergente, la República Romana, potencia que provocó su caída definitiva. Debido a su identidad, Cartago fue punto de anclaje entre las dos cuencas del Mediterráneo, la parte oriental, la cuna de Fenicia, y la parte occidental, espacio de su expansión y de su caída.
Los puertos de una ciudad de tales características, que suponían el punto de comunicación más importante con el exterior, revisten en consecuencia y en dicho contexto una importancia fundamental en la historia de Cartago. Su historia está documentada en una fuente esencial, Apiano, un historiador de la Antigua Grecia, que vivió en el siglo II a. C.. A pesar de su descripción, la localización de los puertos fue obra de las excavaciones arqueológicas iniciadas en los años 1970.

### Localización de los puertos en las ciudades fenicias

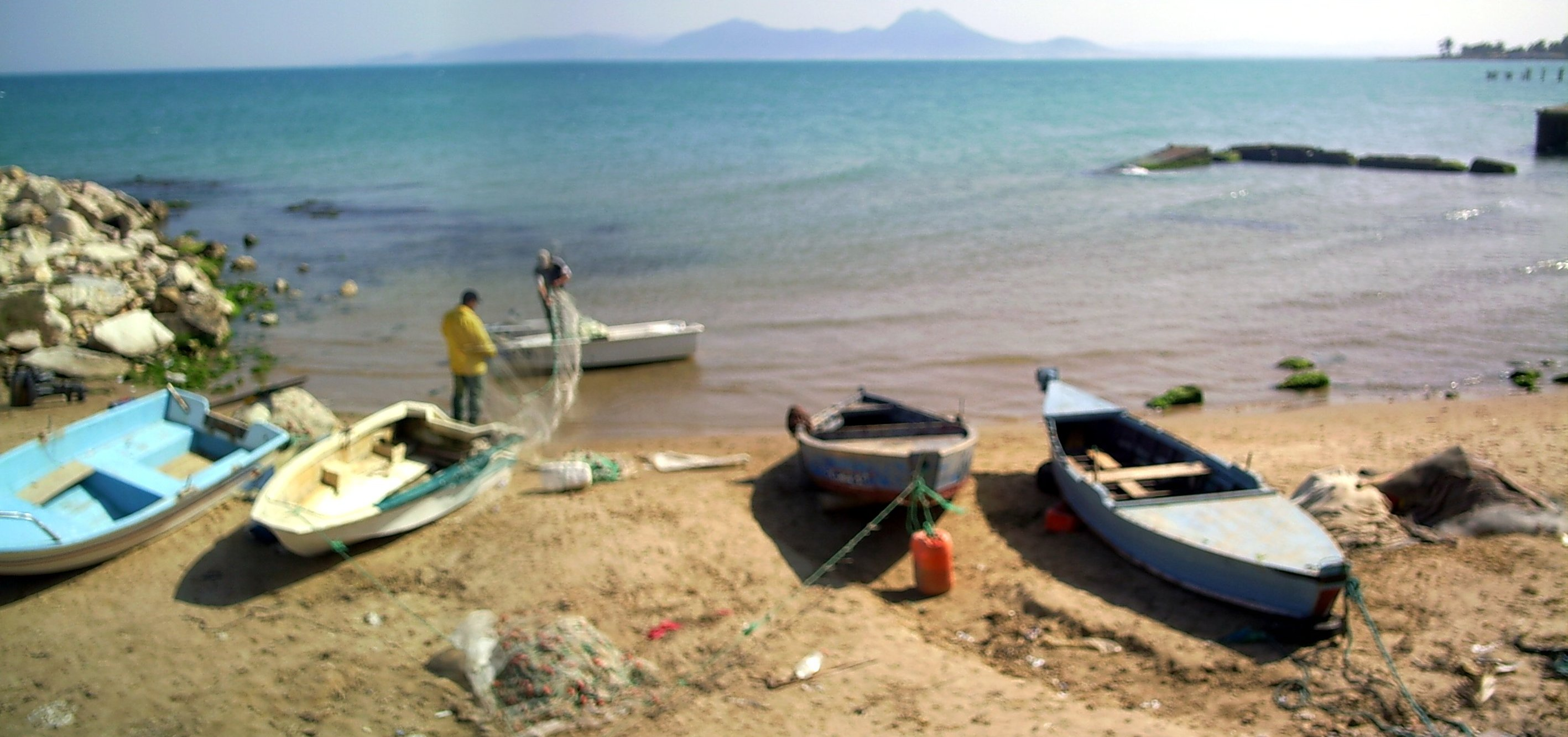
Actual orilla de Cartago.

### Descripción de Apiano

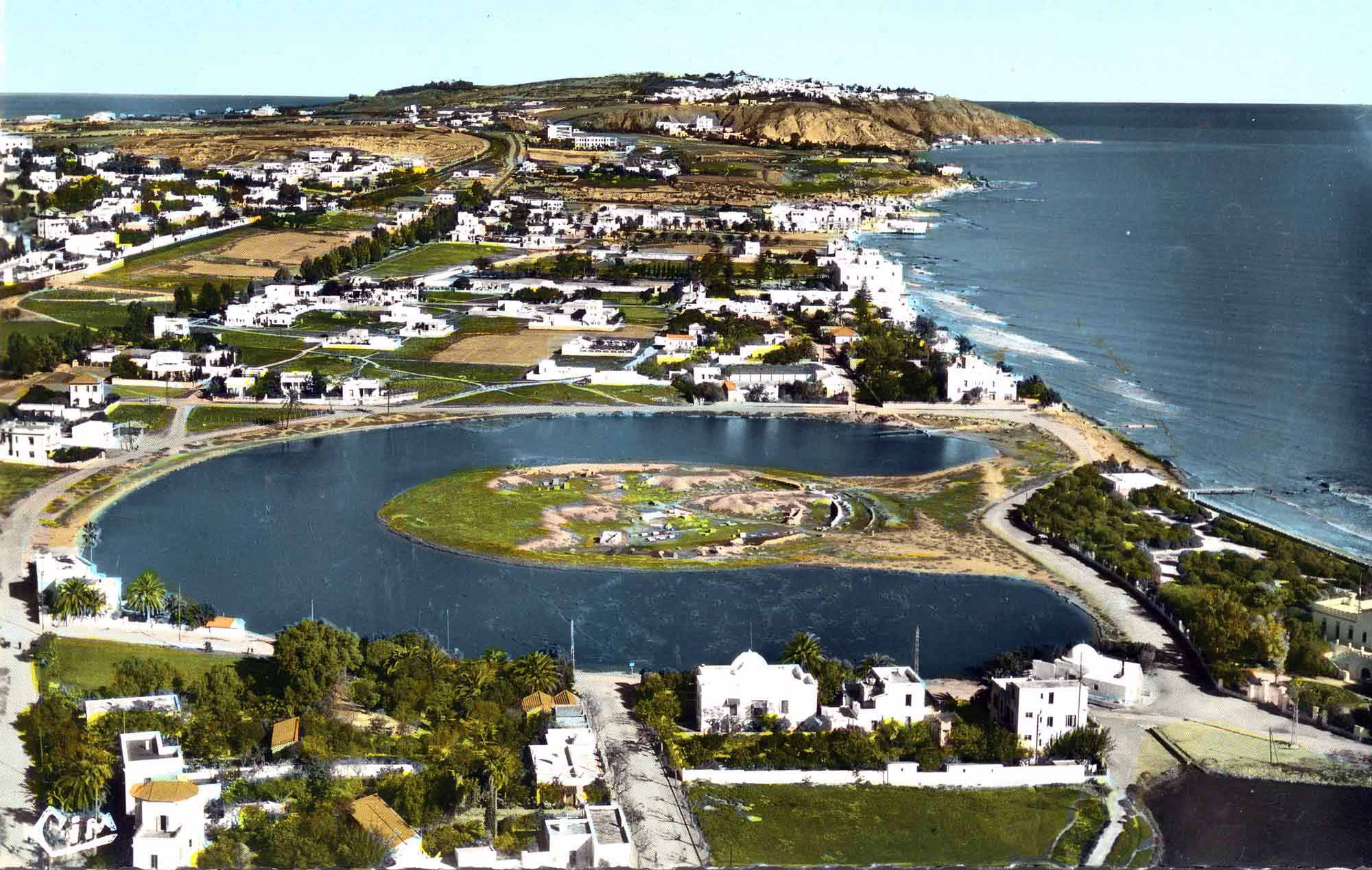
Vista de los puertos (1958).

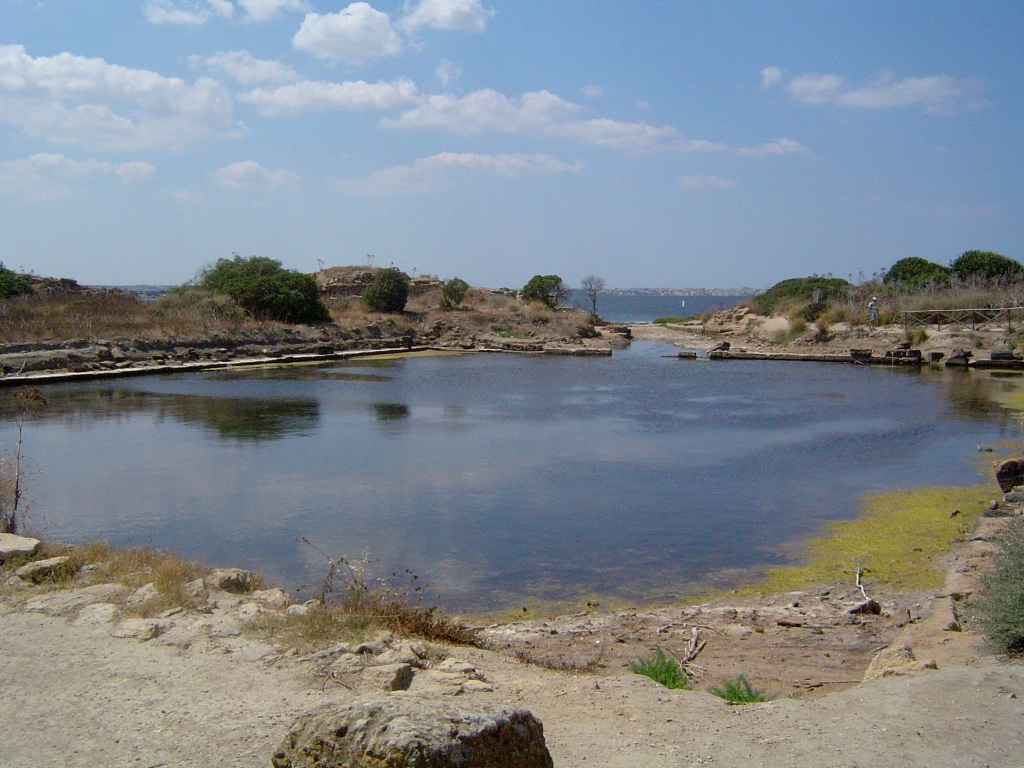
Vista del «cothon» de Motia, en Sicilia.
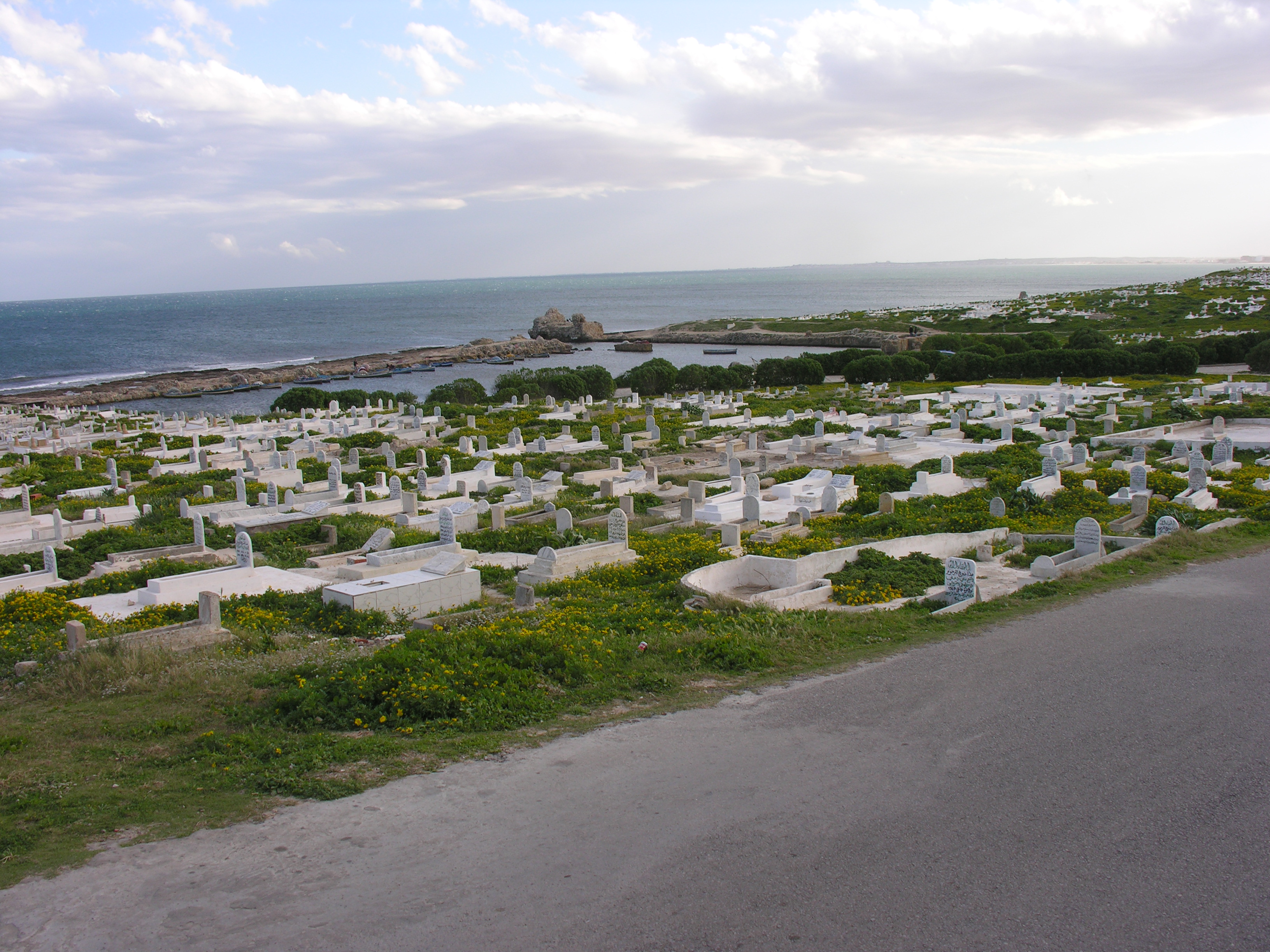
Vista del cementerio marino delante del «cothon» de Madhia.
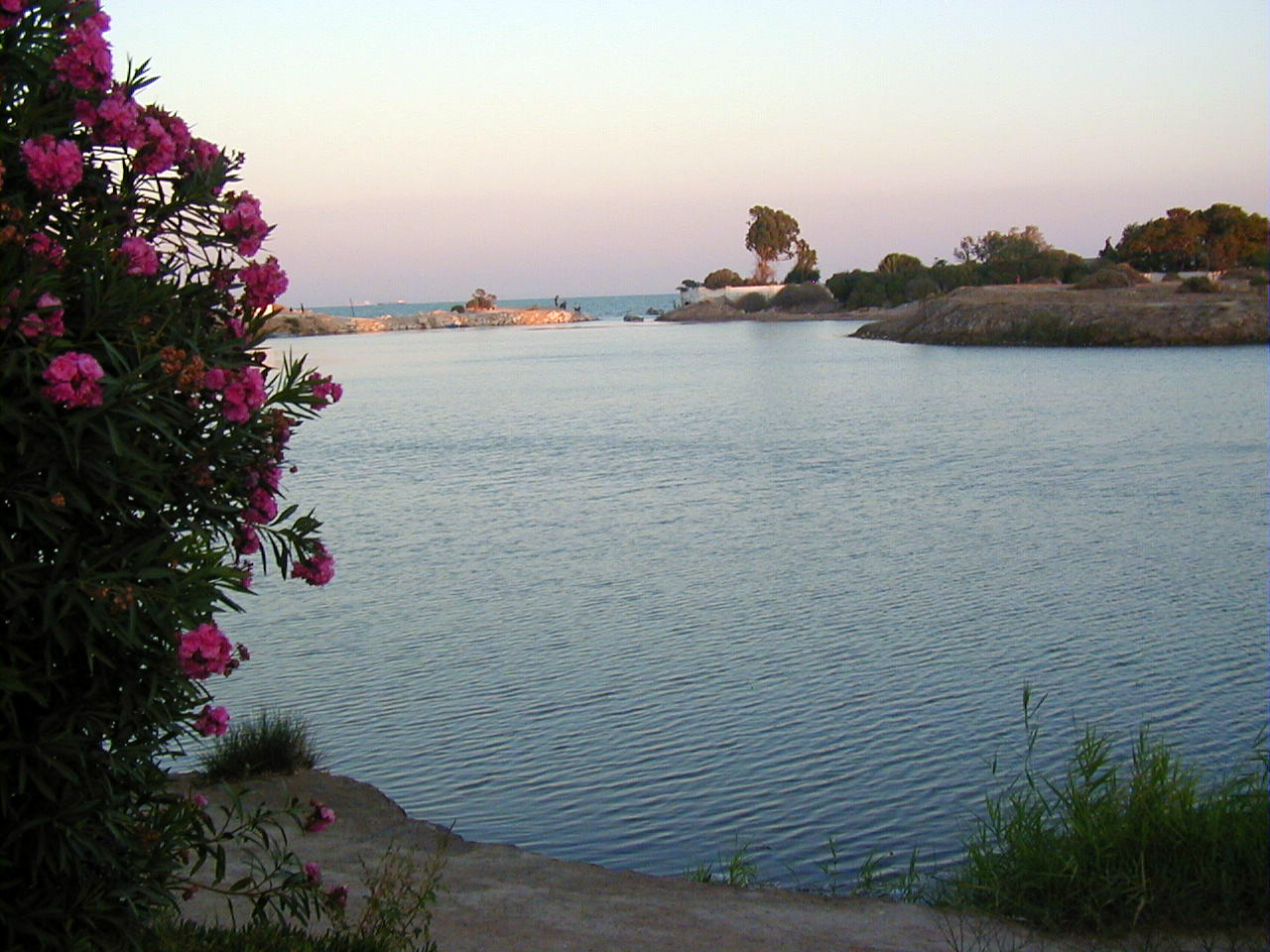
Vista del islote del almirantazgo desde el puerto circular de Cartago.

### Islote del almirantazgo

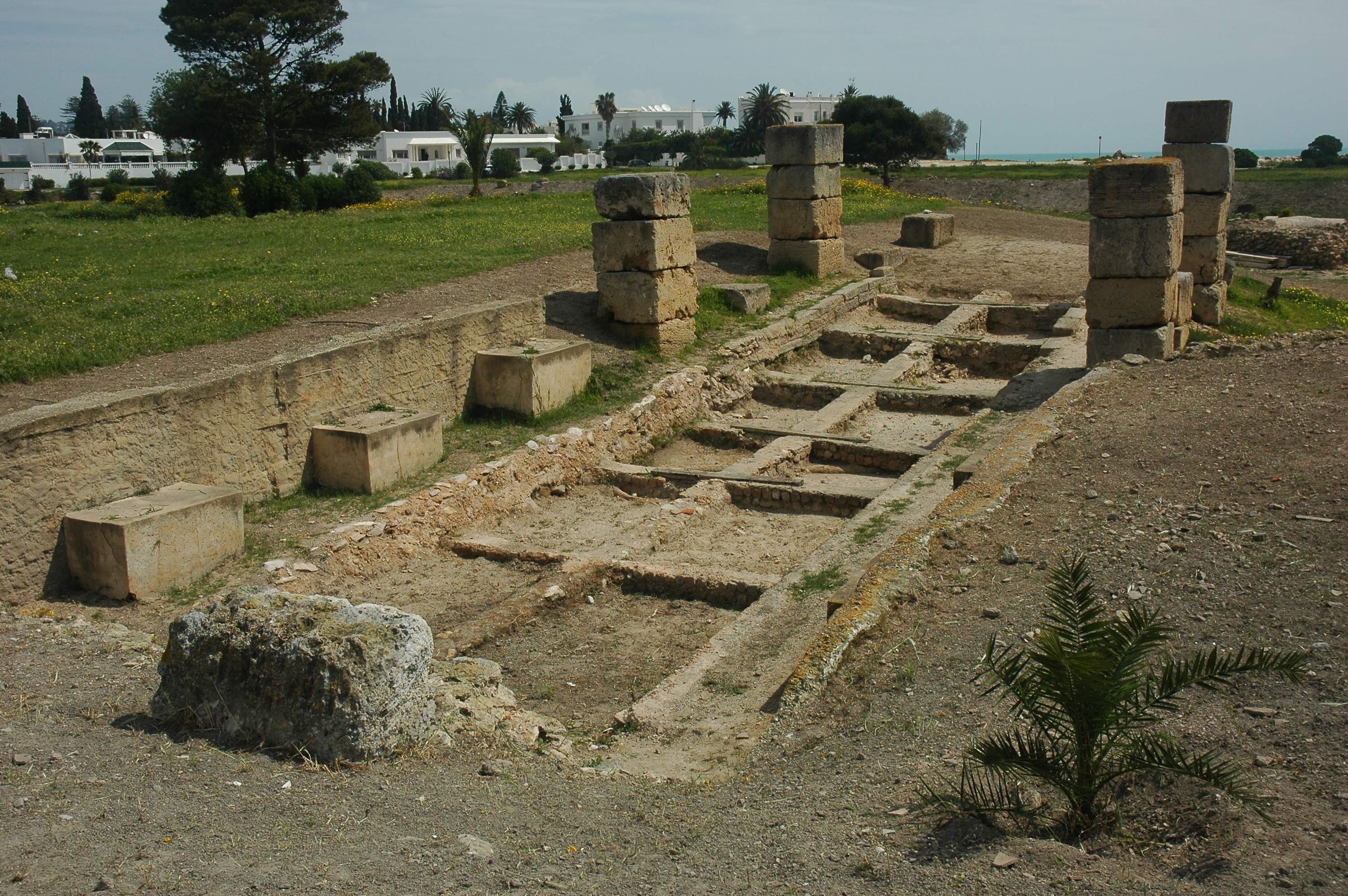
Dique de la dársena.

### Ubicación de los puertos en la época romana

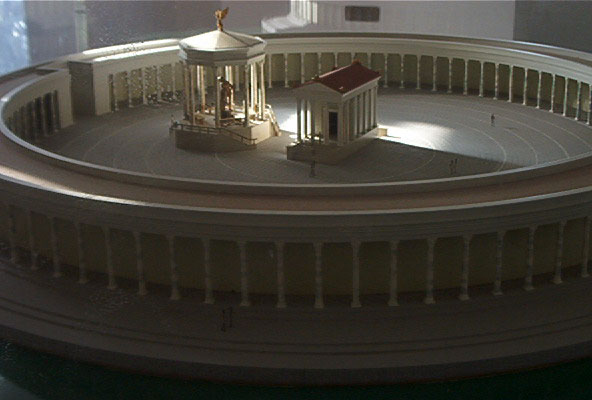
Islote del almirantazgo en la época romana.